# Випадок у ресторані (фільм)
«Випадок у ресторані» — короткометражна дипломна стрічка українського кінорежисера Олеся Янчука за оповіданням Василя Шукшина, зфільмована на Одеській кіностудії у 1984 році.

## Синопсис
Колишній учитель малювання (Ернст Романов), приходить іноді у дорогий ресторан, щоб послухати юну співачку та залишити там свою пенсію. Одного разу в нього зав'язується розмова з молодим бригадиром з Уралу (Михайло Кокшенов). Діалог представників двох різних світів та епох закінчується тим, що герої вирішують їхати в Сибір.

## Актори
- Ернст Романов — вчитель малювання
- Михайло Кокшенов — бригадир з Уралу

та ін.

## Знімальна група
- Режисер-постановник: Олесь Янчук
- Оператор-постановник: Валерій Чумак